# Золтан Алдя-Пап
Золтан Алдя-Пап (15 березня 1895, Будапешт — 16 жовтня 1987, Гаага) — генерал-лейтенант Королівської угорської армії (Magyar Királyi Honvédség). Воєнний злочинець, відомий знищенням села Корюківка.
Після перебування у радянському полоні він працював в Індії з 1958 по 1972 рік пастором Вільної християнської церкви, а потім жив у Нідерландах як послідовник Теософського товариства.

## Біографія
Золтан Алдя-Пап брав участь у Першій світовій війні. Після закінчення війни в 1918 році та переїхав до Трансільванії. Після угорсько-румунської війни (з квітня по серпень 1919 р.) і відновлення Угорського королівства 29 лютого 1920 р. він приєднався до національної армії Міклоша Горті.
У міжвоєнний період був офіцером у Королівській угорській армії (Magyar Királyi Honvédség) . Був військовим аташе в посольстві в Королівстві Болгарія між 1932 і 1934 роками, військовим аташе в посольствах у Сполученому Королівстві та в Сполучених Штатах з 1934 по 22 травня 1937 року. 1 листопада 1935 року отримав звання підполковника. Після повернення у період з 1 червня 1937 року та 15 січня 1939 року він був ад'ютантом начальника генерального штабу королівської угорської армії — ці посади займали генерал Єньо Рац (1936—1938) та генерал Генрік Верт (1938—1941). Потім з 15 червня 1939 по 1 серпня 1941 — начальник штабу 5 Корпуса. На цій посаді він отримав звання полковника 1 травня 1939 року.
Під час Другої світової війни полковник Алдя-Пап був начальником штабу Карпатської групи, розгорнутої на Східному фронті з 28 червня по 1 серпня 1941 року, а потім 1-17 лютого 1942 р. командиром 11 піхотної бригади. Потім він був командиром 11-го легкої дивізії з 17 лютого по 15 жовтня 1942 року. Отримав звання генерал-майора 1 квітня 1942 року.
З 15 жовтня 1942 року по 1 червня 1943 року — командир 105 легкої дивізії. У цей час під його керівництвом відбувся Корюківський розстріл. Загалом угорські війська брали участь у знищенні до 60 тис. мирного населення Чернігівської області. Ще одним центром масових вбивств стало місто Щорс (нині Сновськ), де угорці стратили тисячі людей. Жертви рили ями, в які скидали їхні тіла після розстрілу. Масові розстріли проводились у міському парку Щорса, де пізніше було розкопано 30 могильних ям, у яких поховано 3028 осіб, а також у молодому сосновому лісі, що прилягає до парку. На місці піонерського табору виявлено 20 могильних ям, у яких було поховано 2250 людей. У багатьох місцях найбільш поширеною формою страти і тортур було спалення живцем. Жертвами ставали здебільшого старі, жінки та діти, вбивали також немовлят разом із матерями.
Надалі командувач 5-ї легкої дивізії з 1 червня по 1 жовтня 1943 року. Потім з 1 жовтня 1943 року по 16 січня 1944 року — командувач 1 корпуса. З квітня по серпень 1944 року він працював начальником відділу громадської безпеки в Муракозі, а з серпня по вересень 1944 року — на Закарпатті.
Після того, як його знову перевели на Східний фронт, у вересні 1944 року він став командувачем V Корпусу. У цей час наказом від 30 жовтня 1944 року він отримав звання генерал-лейтенанта, яке було присвоєно заднім числом з 1 липня 1944 року. Був настільки важко поранений 13 листопада 1944 року, що більше не міг виконувати обов'язки командувача.
У квітні 1945 року Золтан Алдя-Пап потрапив у радянський полон, а 2 жовтня 1947 року був засуджений радянським військовим трибуналом до 25 років ГУЛАГу (смертну кару у той період було скасовано).
Повернувся до Угорщини 8 жовтня 1955 року, але був негайно ув'язнений у районній в'язниці міста Ясберень і звільнений звідти 8 жовтня 1956 року. Невдовзі після звільнення, під час подій невдалої Угорської революції, він виїхав до Австрії в листопаді 1956 року, а потім до Нідерландів у 1957 році. Працював в Індії з 1958 по 1972 рік як пастор Вільної християнської церкви, потім повернувся до Нідерландів, де з 1972 року жив у благодійному домі Міжнародного теософського центру в Гейзені.

## Довідкова література
- Charles D. Pettibone: The Organization and Order Of Battle of Militaries in World War II. Volume VII: German’'s and Imperial Japan's Allies & Puppet States, 2012, ISBN 978-1-4669-0351-7 (Onlineversion (Auszug))